# ICT-coördinator (onderwijs)
Een ICT-coördinator of coördinatrice (informatie- en communicatietechnologie-coördinator), is in het onderwijs een leerkracht die geheel of gedeeltelijk vrijgesteld is van lesgeven om ICT-toepassingen in de school te begeleiden.
Het gaat zowel om (advies bij) de aankoop van hardware, als het uittekenen van een intern en extern netwerk, het installeren van de nodige software, met inbegrip van beveiligingsstrategieën. Naarmate de scholen meer en meer gebruikmaken van ICT, niet alleen voor de schoolorganisatie of als leermiddel bij een aantal vakken, maar ook als intern communicatiekanaal tussen leerlingen, leerkrachten en zelfs ouders wint de functie aan belang. Maar om up to date te blijven is er een grote inspanning en bijscholing nodig. 
De ICT-coördinator zorgt daarnaast ook (zelf, of via externe diensten) voor opleiding van collega's in het efficiënt computergebruik, en hij heeft minstens een adviserende rol bij het toekennen van lees- en schrijfrechten op het elektronisch platform en bij het creëren en bijwerken van de schoolvisie op ICT. 

## Vlaanderen
De eerste experimenten van "vrijstelling" voor ICT dateren van de jaren 1990. Daarvoor dreef het computergebruik in scholen grotendeels op interesse en vrijwillige inzet van leerkrachten of administratief personeel. Sedert begin 21e eeuw heeft bijna elke secundaire school een fulltime vrijgestelde ICT-coördinator.
Het ministerie stelt vanaf 2004-2005 ook middelen ter beschikking van lagere scholen voor ICT-coördinatie. Dit hangt samen met het invoeren van een vakoverschrijdende eindterm ICT in het lager onderwijs vanaf 1 september 2007.